# Brian Greenhoff
Brian Greenhoff (Barnsley, Inglaterra, Reino Unido, 28 de abril de 1953 - Rochdale, Inglaterra, Reino Unido, 22 de mayo de 2013) fue un futbolista británico que jugó, entre otros, en el Manchester United, el Leeds United y el Rochdale, todos ellos de la Football League.

## Biografía
Cuando era joven jugó en Yorkshire Schoolboys. Se unió a Manchester United en agosto de 1968 e hizo su debut con el primer equipo ante el Ipswich Town, el 8 de septiembre de 1973. Ayudó a Manchester United a ganar la FA Cup 1977, momento en el cual él había desarrollado una asociación con Martin Buchan en la defensa central. Era muy versátil, comenzando su carrera como mediocampista y acabado como defensa de clase internacional. Greenhoff anotó 17 goles en su carrera en Manchester United y jugó 271 partidos entre 1973 y 1979. Su hermano, Jimmy, también jugó para el Manchester United. Asimismo, disputó un total de 18 partidos con la selección inglesa.

## Clubes
| Club              | País       | Año         |
| ----------------- | ---------- | ----------- |
| Manchester United | Inglaterra | 1970 – 1979 |
| Leeds United      | Inglaterra | 1979 - 1982 |
| Bidvest Wits      | Sudáfrica  | 1982        |
| Bulova SA         | Hong Kong  | 1982 - 1983 |
| RoPS              | Finlandia  | 1983        |
| Rochdale          | Inglaterra | 1983 - 1984 |